# 臺灣南投地方檢察署
臺灣南投地方檢察署，簡稱南投地檢署或投檢。

## 沿革
臺灣日治時期由日本人引進西方法制，臺灣總督府曾於1895年10月7日以軍事命令發布「臺灣總督府法院職制」，設置總督法院及11個支部，中部地區有彰化支部及埔里社支部。
1896年臺灣改行民政，臺灣總督府於1896年（明治29年）5月1日發佈律令第一號《臺灣總督府法院條例》，規定掌理民、刑事審判，採三級三審制，設有一高等法院、一覆審法院及十五（一說13）座地方法院，包括臺中地方法院、埔里社地方法院、及彰化地方法院等。各法院除設置判官外，同時設置檢察官，並無獨立之檢察機關之設置，判官與檢察官均由臺灣總督任用。1897年，埔里社地方法院及彰化地方法院先後被廢止，該二院之相關案件併由臺灣臺中地方法院管轄。1898年，改採二級二審制，廢除高等法院，僅置三地方法院（臺北、臺中、臺南，地方法院之下另置「出張所」）及一覆審法院。
1919年，採取二級三審制，再次設立高等法院，雖廢除覆審法院，但在高等法院設置「上告部」及「覆審部」，地方法院仍僅設於臺北、臺中及臺南，將地方法院出張所改為「地方法院支部」。
1945年，中華民國國民政府代表同盟國接管臺灣後，仍由臺灣臺中地方法院管轄南投。1980年7月1日，院檢始分隸。1982年7月增設「臺灣臺中地方法院檢察署南投檢察官辦公室」。1994年7月成立「臺灣南投地方法院檢察署」，並自同年8月1日起受理案件。該署迄今歷經九位檢察長：陳聰明、朱楠、林朝陽、陳雲南、陳榮宗、施良波、楊治宇、朱兆民、朱坤茂，現任檢察長為林邦樑。 
2018年2月8日，全國檢察署正式去掉「法院」二字，直接命名地方檢察署。

## 管轄區域
| 縣/市  | 區域                                                                                | 備註                                                               | 區劃           |
| 管轄   | 管轄                                                                                | 管轄                                                               | 管轄           |
| ------ | ----------------------------------------------------------------------------------- | ------------------------------------------------------------------ | -------------- |
| 南投市 | 埔里鎮 草屯鎮 竹山鎮 集集鎮 名間鄉 水里鄉 鹿谷鄉 魚池鄉 國姓鄉 中寮鄉 仁愛鄉 信義鄉 | 等13個行政區。總面積4106平方公里，至2014年9月底止人口數為515,081人 | 南投縣行政區劃 |

## 機關組織

### 本署
- 檢察長

### 檢察業務
- 主任檢察官
- 檢察官
- 檢察事務官

### 行政業務
- 書記處
  - 紀錄科
  - 執行科
  - 文書科
  - 研考科
  - 總務科
- 資訊室
- 法警室
- 法醫室
- 觀護人室
- 人事室
- 會計室
- 統計室
- 政風室

## 外部連結
- 臺灣南投地方檢察署 （页面存档备份，存于）
- 臺灣南投地方檢察署的Facebook專頁